# Drzewkostrzępka wąskozarodnikowa
Drzewkostrzępka wąskozarodnikowa (Dendrothele alliacea (Pers.) P.A. Lemke) – gatunek grzybów z rzędu pieczarkowców (Agaricales).

## Systematyka i nazewnictwo
Pozycja w klasyfikacji według Index Fungorum: Dendrothele, Incertae sedis, Agaricales, Incertae sedis, Agaricomycetes, Agaricomycotina, Basidiomycota, Fungi.
Po raz pierwszy opisał go w 1884 r. Lucien Quélet, nadając mu nazwę Corticium alliaceum. Obecną, uznaną przez Index Fungorum nazwę nadał mu w 1965 r. Paul Arenz Lemke przenosząc go do rodzaju Dendrothele. Niektóre inne synonimy nazwy naukowej:
- Aleurocorticium alliaceum (Quél.) P.A. Lemke 1964
- Aleurodiscus alliaceus (Quél.) Boidin 1957
- Vuilleminia acerina var. alliacea (Quél.) Parmasto 1968

Polską nazwę nadał Władysław Wojewoda w 2003 r.

## Morfologia
Owocniki
O grubości 50–100 µm, małe, rozpostarte i rozproszone, czasami zlewające się, ale nie tworzące dużych płatów. Powierzchnia gładka lub gruzełkowata, kredowa, biała lub szarawa, mniej lub bardziej spękana, brzeg określony.
Cechy mikroskopowe;
System strzępkowy monomityczny. Strzępki cienkościenne, wąskie (o średnicy 1–2 µm), bez sprzążek. Kontekst wypełniony materią krystaliczną, co bardzo utrudnia badanie. Występują nibywstawki, u niektórych okazów liczne, ale zwykle rzadkie, maczugowate, 30–40 × 10 µm, z wierzchołkowym cienkościennym wyrostkiem. Dendrohyfidy liczne, cienkościenne, o średnicy ok. 1 µm, bogato rozgałęzione, całkowicie pokryte materią krystaliczną. Podstawki szeroko zgrubiałe do półkolistych lub cylindrycznie wydłużone, 30–40 (–60) × 8–10 µm, z 4 sterygmami, o długości ok. 10 µm. Zarodniki podłużne do półcylindrycznych, o długości dwa lub więcej razy większej od szerokości, 12–15 (–17) × 6–7 µm, z gładką, nieco pogrubioną ścianą, na ogół nieamyloidalne, rzadko słabo, ale nieregularnie amyloidalne.
Gatunki podobne
Drzewkostrzępka wąskozarodnikowa różni się od drzewkostrzępki klonowej (Dendrothele acerina) praktycznie tylko kształtem zarodników. Wydaje się, że owocnik jest grubszy i jeszcze bardziej kredowy niż u D. acerina. Od drzewkostrzępki porostowatej (D. commixta) i drzewkostrzępki szarofioletowej (D. griseocana), które rosną na tych samych podłożach odróżnia się białym kolorem i kredową konsystencją.

## Występowanie i siedlisko
Występuje w Ameryce Północnej, Europie, Azji i Afryce. W Polsce W. Wojewoda w 2003 r. przytoczył 6 stanowisk, w późniejszych latach podano wiele następnych. Najbardziej aktualne stanowiska podaje internetowy atlas grzybów. Znajduje się w nim na liście gatunków zagrożonych i wartych objęcia ochroną. Na Czerwonej liście roślin i grzybów Polski ma status gatunku rzadkiego – potencjalnie zagrożonego z powodu ograniczonego zasięgu geograficznego i małych obszarów siedliskowych.
Nadrzewny saprotrof rozwijający się na korze żywych drzew i krzewów liściastych. W Europie notowany na wiązach, dębach, olszach, ale nie na klonach.